# Campello sul Clitunno
Campello sul Clitunno es un municipio italiano situado en la provincia de Perugia. Tiene una población estimada, a fines de abril de 2023, de 2310 habitantes.

## Evolución demográfica
| Gráfica de evolución demográfica de Campello sul Clitunno entre 1861 y 2023 |
|                                                                             |
| Fuente: ISTAT - Elaboración gráfica de Wikipedia                            |